# Campeonato Argentino de Mayores 2008
El Campeonato Argentino de Mayores de 2008 fue la sexagésimo-cuarta edición del torneo de uniones regionales organizado por la Unión Argentina de Rugby. El torneo se llevó a cabo entre el 1 de marzo y el 12 de abril de 2008. La final de la Zona Campeonato se disputó el 5 de abril, mientras que la Zona Ascenso se extendió una semana al disputarse su final a ida y vuelta.
El seleccionado de Buenos Aires, capitaneado por Pablo Gómez Cora, obtuvo su trigésimo-cuarto campeonato y el tercero de forma consecutiva al vencer 10-9 en la final a la Unión de Rugby de Tucumán en las instalaciones del Tucumán Lawn Tennis Club ante 12.000 espectadores.
 La Zona Ascenso fue ganada por la Unión Sanjuanina de Rugby, la cual venció a la Unión de Rugby del Nordeste con un resultado global de 31-10.

## Equipos participantes
Disputaron esta edición los seleccionados provenientes de veinticuatro uniones provinciales: ocho en la Zona Campeonato y dieciséis en la Zona Ascenso.
| División                  | Equipo              | Unión                                                |
| ------------------------- | ------------------- | ---------------------------------------------------- |
| Zona Campeonato 8 equipos | Buenos Aires        | Unión de Rugby de Buenos Aires                       |
| Zona Campeonato 8 equipos | Córdoba             | Unión Cordobesa de Rugby                             |
| Zona Campeonato 8 equipos | Cuyo                | Unión de Rugby de Cuyo                               |
| Zona Campeonato 8 equipos | Mar del Plata       | Unión de Rugby de Mar del Plata                      |
| Zona Campeonato 8 equipos | Rosario             | Unión de Rugby de Rosario                            |
| Zona Campeonato 8 equipos | Salta               | Unión de Rugby de Salta                              |
| Zona Campeonato 8 equipos | Santa Fe            | Unión Santafesina de Rugby                           |
| Zona Campeonato 8 equipos | Tucumán             | Unión de Rugby de Tucumán                            |
| Zona Ascenso 16 equipos   | Alto Valle          | Unión de Rugby del Alto Valle de Río Negro y Neuquén |
| Zona Ascenso 16 equipos   | Austral             | Unión de Rugby Austral                               |
| Zona Ascenso 16 equipos   | Chubut              | Unión de Rugby del Valle del Chubut                  |
| Zona Ascenso 16 equipos   | Entre Ríos          | Unión Entrerriana de Rugby                           |
| Zona Ascenso 16 equipos   | Formosa             | Unión de Rugby de Formosa                            |
| Zona Ascenso 16 equipos   | Jujuy               | Unión Jujeña de Rugby                                |
| Zona Ascenso 16 equipos   | La Rioja            | Unión Riojana de Rugby                               |
| Zona Ascenso 16 equipos   | Lagos del Sur       | Unión de Rugby de los Lagos del Sur                  |
| Zona Ascenso 16 equipos   | Misiones            | Unión de Rugby de Misiones                           |
| Zona Ascenso 16 equipos   | Nordeste            | Unión de Rugby del Nordeste                          |
| Zona Ascenso 16 equipos   | Oeste               | Unión de Rugby del Oeste de Buenos Aires             |
| Zona Ascenso 16 equipos   | San Juan            | Unión Sanjuanina de Rugby                            |
| Zona Ascenso 16 equipos   | San Luis            | Unión de Rugby San Luis                              |
| Zona Ascenso 16 equipos   | Santiago del Estero | Unión Santiagueña de Rugby                           |
| Zona Ascenso 16 equipos   | Sur                 | Unión de Rugby del Sur                               |
| Zona Ascenso 16 equipos   | Tierra del Fuego    | Unión de Rugby de Tierra del Fuego                   |

## Formato
Los veinticuatro equipos participantes fueron divididos en dos categorías: Zona Campeonato y Zona Ascenso.
Zona Campeonato
La Zona Campeonato estuvo compuesta por ocho equipos divididos en dos zonas de cuatro equipos cada uno y se resolvieron con el sistema de todos contra todos a una sola ronda y alternando encuentros de local y visitante. Se otorgaron 4 puntos por partido ganado, 2 por partido empatado y 0 por partido perdido. Se otorgó 1 punto bonus ofensivo en el caso de marcar cuatro tries o más y 1 punto bonus defensivo por perder por siete puntos de diferencia o menos. Los 1º y 2º de cada zona clasificaron a las semifinales. 
En las semifinales se enfrentaron el 1º de la Zona 1 contra el 2º de la Zona 2 y viceversa. Los 1º de cada zona fueron locales. Los ganadores de las semifinales clasificaron a la final para determinar el campeón de la temporada. Para la definición de la localía en la final, se invirtieron las localías de las semifinales y en caso de no ser posible se procedería a realizar un sorteo.
Los equipos que ocuparon el 4º puesto en sus zonas jugaron dos partidos entre sí para definir el descenso a la Zona Ascenso de la siguiente edición. Fue local en el partido de ida el equipo que haya obtenido la menor cantidad de puntos en su zona (en caso de tener la misma cantidad, se decidiría por sorteo).
Zona Ascenso
La Zona Ascenso estuvo compuesta por dieciséis equipos divididos en cuatro zonas de cuatro equipos cada una. Las equipos fueron distribuidos de acuerdo a su ubicación geográfica, con dos zonas Norte y dos zonas Sur. Cada zona se resolvió con el sistema de todos contra todos a una sola ronda y alternando encuentros de local y visitante. Se otorgaron 4 puntos por partido ganado, 2 por partido empatado y 0 por partidos perdidos. Se otorgó 1 punto bonus ofensivo en el caso de marcar cuatro tries o más y 1 punto bonus defensivo por perder por siete puntos de diferencia o menos. Los ganadores de cada zona clasificaron a la fase final.
La fase final se disputó a eliminación directa en dos rondas. Los equipos clasificados se enfrentaron primero a los equipos de su misma zona geográfica, garantizando así una final entre un equipo del norte y otro del sur. La final se disputó a ida y vuelta con ambos seleccionados actuando de local y el orden decidido por sorteo. El campeón ascendió a la Zona Campeonato de la siguiente edición.

## Zona Campeonato

### Zona 1
| Pos. | Equipos       | Partidos | Partidos | Partidos | Tantos | Tantos | Tantos | Pts. |
| Pos. | Equipos       | G        | E        | P        | PF     | PC     | DP     | Pts. |
| ---- | ------------- | -------- | -------- | -------- | ------ | ------ | ------ | ---- |
| 1.°  | Buenos Aires  | 3        | 0        | 0        | 110    | 31     | +79    | 15   |
| 2.°  | Córdoba       | 2        | 0        | 1        | 85     | 56     | +29    | 9    |
| 3.°  | Cuyo          | 1        | 0        | 2        | 38     | 95     | -57    | 4    |
| 4.°  | Mar del Plata | 0        | 0        | 3        | 37     | 88     | -51    | 0    |

|  | Clasifica a fase final          |
|  | Juega desempate por el descenso |

| 1 de marzo | Buenos Aires | 39 - 0  | Cuyo | Lomas Athletic Club, Lomas de Zamora    |                                         |
|            |              | Reporte |      | Árbitro(s): Martín Rodríguez (Santa Fe) | Árbitro(s): Martín Rodríguez (Santa Fe) |

| 1 de marzo | Córdoba | 22 - 13 | Mar del Plata | Jockey Club, Córdoba               |                                    |
|            |         | Reporte |               | Árbitro(s): Mauro Rivera (Rosario) | Árbitro(s): Mauro Rivera (Rosario) |

| 8 de marzo | Mar del Plata | 14 - 45 | Buenos Aires | Mar del Plata Club, Mar del Plata |  |
|            |               | Reporte |              |                                   |  |

| 8 de marzo | Córdoba | 46 - 17 | Cuyo | Jockey Club, Córdoba |  |
|            |         | Reporte |      |                      |  |

| 15 de marzo | Buenos Aires | 26 - 17 | Córdoba | Hindú Club, Don Torcuato           |                                    |
|             |              | Reporte |         | Árbitro(s): Omar Alcocer (Tucumán) | Árbitro(s): Omar Alcocer (Tucumán) |

| 15 de marzo | Cuyo | 21 - 10 | Mar del Plata | Liceo Rugby Club, Luján de Cuyo            |                                            |
|             |      | Reporte |               | Árbitro(s): Leonardo Borghi (Buenos Aires) | Árbitro(s): Leonardo Borghi (Buenos Aires) |

### Zona 2
Al estar igualados en puntos, partidos ganados y partidos perdidos, las posiciones se definieron por cantidad total de tries marcados (Rosario marcó seis; Santa Fe cuatro; y Salta uno).
| Pos. | Equipos  | Partidos | Partidos | Partidos | Tantos | Tantos | Tantos | Pts. |
| Pos. | Equipos  | G        | E        | P        | PF     | PC     | DP     | Pts. |
| ---- | -------- | -------- | -------- | -------- | ------ | ------ | ------ | ---- |
| 1.°  | Tucumán  | 3        | 0        | 0        | 118    | 25     | +93    | 15   |
| 2.°  | Rosario  | 1        | 0        | 2        | 49     | 90     | -41    | 5    |
| 3.°  | Santa Fe | 1        | 0        | 2        | 36     | 59     | -23    | 5    |
| 4.°  | Salta    | 1        | 0        | 2        | 31     | 60     | -29    | 5    |

|  | Clasifica a fase final          |
|  | Juega desempate por el descenso |

| 1 de marzo | Tucumán | 40 - 11 | Rosario | Tucumán Lawn Tennis, Tucumán         |                                      |
|            |         | Reporte |         | Árbitro(s): Javier Mancuso (Córdoba) | Árbitro(s): Javier Mancuso (Córdoba) |

| 1 de marzo | Santa Fe | 0 - 3   | Salta | CRAI, Santa Fe                             |                                            |
|            |          | Reporte |       | Árbitro(s): Leonardo Borghi (Buenos Aires) | Árbitro(s): Leonardo Borghi (Buenos Aires) |

| 8 de marzo | Salta | 3 - 32  | Tucumán | Jockey Club, Salta                                            |                                                               |
|            |       | Reporte |         | Asistencia: 3000 espectadores Árbitro(s): Andrés Ramos (Cuyo) | Asistencia: 3000 espectadores Árbitro(s): Andrés Ramos (Cuyo) |

| 8 de marzo | Santa Fe | 25 - 10 | Rosario | Universitario, Santa Fe                    |                                            |
|            |          | Reporte |         | Árbitro(s): Víctor Rabuffetti (Entre Ríos) | Árbitro(s): Víctor Rabuffetti (Entre Ríos) |

| 15 de marzo | Tucumán | 46 - 11 | Santa Fe | Tucumán Lawn Tennis, Tucumán         |                                      |
|             |         | Reporte |          | Árbitro(s): Javier Mancuso (Cordoba) | Árbitro(s): Javier Mancuso (Cordoba) |

| 15 de marzo | Rosario | 28 - 25 | Salta | Jockey Club, Rosario                      |                                           |
|             |         | Reporte |       | Árbitro(s): Marcelo Pilara (Buenos Aires) | Árbitro(s): Marcelo Pilara (Buenos Aires) |

### Desempate descenso
La Unión de Rugby de Salta ganó el desempate y mantuvo la categoría.
| 29 de marzo | Mar del Plata | 12 - 27 | Salta | Sporting Club, Mar del Plata               |                                            |
|             |               | Reporte |       | Árbitro(s): Federico Cuesta (Buenos Aires) | Árbitro(s): Federico Cuesta (Buenos Aires) |

| 5 de abril | Salta | 25 - 6  | Mar del Plata | Jockey Club, Salta                            |                                               |
|            |       | Reporte |               | Árbitro(s): Francisco Pastrana (Buenos Aires) | Árbitro(s): Francisco Pastrana (Buenos Aires) |

### Fase final
|  | Semifinales  | Semifinales  | Semifinales  |              |         | Final   | Final | Final |  |
|  | 29 de marzo  |              |              |              |         |         |       |       |  |
|  |              |              |              |              |         |         |       |       |  |
|  |              |              |              |              |         |         |       |       |  |
|  | Tucumán      | Tucumán      | 39           |              |         |         |       |       |  |
|  | Tucumán      | Tucumán      | 39           |              |         |         |       |       |  |
|  | Córdoba      | Córdoba      | 10           |              |         |         |       |       |  |
|  | Córdoba      | Córdoba      | 10           |              | Tucumán | Tucumán | 9     |       |  |
|  |              |              |              |              | Tucumán | Tucumán | 9     |       |  |
|  |              |              | Buenos Aires | Buenos Aires | 10      |         |       |       |  |
|  | Buenos Aires | Buenos Aires | Buenos Aires | Buenos Aires | 10      | 24      |       |       |  |
|  | Buenos Aires | Buenos Aires |              |              |         | 24      |       |       |  |
|  | Rosario      | Rosario      | 21           |              |         |         |       |       |  |
|  | Rosario      | Rosario      | 21           |              |         |         |       |       |  |
|  |              |              |              |              |         |         |       |       |  |

Semifinales
| 29 de marzo | Tucumán | 39 - 10 | Córdoba | Tucumán Lawn Tennis, Tucumán                                          |                                                                       |
|             |         | Reporte |         | Asistencia: 5000 espectadores Árbitro(s): Pablo Deluca (Buenos Aires) | Asistencia: 5000 espectadores Árbitro(s): Pablo Deluca (Buenos Aires) |

| 29 de marzo | Buenos Aires | 24 - 21 | Rosario | Hindú Club, Don Torcuato           |                                    |
|             |              | Reporte |         | Árbitro(s): Agustín Auad (Tucumán) | Árbitro(s): Agustín Auad (Tucumán) |

Final
La Unión de Rugby de Tucumán ganó el sorteo por la localía de la final.
| 5 de abril | Tucumán | 9 - 10  | Buenos Aires | Tucumán Lawn Tennis, Tucumán                                        |                                                                     |
|            |         | Reporte |              | Asistencia: 12000 espectadores Árbitro(s): Javier Mancuso (Córdoba) | Asistencia: 12000 espectadores Árbitro(s): Javier Mancuso (Córdoba) |

|                         |
| Buenos Aires Campeón    |
| Trigésimo-cuarto título |

## Zona Ascenso

### Zona Norte 1
| Pos. | Equipos         | Partidos | Partidos | Partidos | Tantos | Tantos | Tantos | Pts. |
| Pos. | Equipos         | G        | E        | P        | PF     | PC     | DP     | Pts. |
| ---- | --------------- | -------- | -------- | -------- | ------ | ------ | ------ | ---- |
| 1.°  | Sgo. del Estero | 3        | 0        | 0        | 85     | 21     | +64    | 13   |
| 2.°  | San Luis        | 2        | 0        | 1        | 59     | 59     | +0     | 9    |
| 3.°  | Jujuy           | 1        | 0        | 2        | 59     | 80     | -21    | 5    |
| 4.°  | La Rioja        | 0        | 0        | 3        | 35     | 78     | -43    | 1    |

|  | Clasifica a fase final |

| 1 de marzo | Santiago del Estero | 18 - 15 | La Rioja | Old Lions RC, Santiago del Estero |                                |
|            |                     | Reporte |          | Árbitro(s): Rubén Díaz (Salta)    | Árbitro(s): Rubén Díaz (Salta) |

| 1 de marzo | San Luis | 41 - 11 | Jujuy |                                        |                                        |
|            |          | Reporte |       | Árbitro(s): Juan Cruz Ticera (Córdoba) | Árbitro(s): Juan Cruz Ticera (Córdoba) |

| 8 de marzo | Jujuy | 6 - 24  | Santiago del Estero | Suri Rugby Club, Jujuy               |                                      |
|            |       | Reporte |                     | Árbitro(s): Marcelo Albaca (Tucumán) | Árbitro(s): Marcelo Albaca (Tucumán) |

| 8 de marzo | San Luis | 18 - 5  | La Rioja |                                          |                                          |
|            |          | Reporte |          | Árbitro(s): Alberto Passamonti (Córdoba) | Árbitro(s): Alberto Passamonti (Córdoba) |

| 15 de marzo | La Rioja | 15 - 42 | Jujuy |                                      |                                      |
|             |          | Reporte |       | Árbitro(s): Sergio Marianetti (Cuyo) | Árbitro(s): Sergio Marianetti (Cuyo) |

| 16 de marzo | Santiago del Estero | 43 - 0  | San Luis | Old Lions RC, Santiago del Estero      |                                        |
|             |                     | Reporte |          | Árbitro(s): Emilio Traverso (Santa Fe) | Árbitro(s): Emilio Traverso (Santa Fe) |

### Zona Norte 2
| Pos. | Equipos    | Partidos | Partidos | Partidos | Tantos | Tantos | Tantos | Pts. |
| Pos. | Equipos    | G        | E        | P        | PF     | PC     | DP     | Pts. |
| ---- | ---------- | -------- | -------- | -------- | ------ | ------ | ------ | ---- |
| 1.°  | Nordeste   | 3        | 0        | 0        | 137    | 35     | +102   | 15   |
| 2.°  | Entre Ríos | 2        | 0        | 1        | 77     | 38     | +39    | 9    |
| 3.°  | Misiones   | 1        | 0        | 2        | 26     | 77     | -51    | 4    |
| 4.°  | Formosa    | 0        | 0        | 3        | 17     | 107    | -90    | 1    |

|  | Clasifica a fase final |

| 1 de marzo | Nordeste | 48 - 10 | Misiones | Aranduroga RC, Corrientes             |                                       |
|            |          | Reporte |          | Árbitro(s): Manuel Aybar (Entre Ríos) | Árbitro(s): Manuel Aybar (Entre Ríos) |

| 1 de marzo | Entre Ríos | 40 - 0  | Formosa |  |  |
|            |            | Reporte |         |  |  |

| 8 de marzo | Formosa | 10 - 57 | Nordeste | Aguará RHC, Formosa                        |                                            |
|            |         | Reporte |          | Árbitro(s): Diego Duglovitzky (Entre Ríos) | Árbitro(s): Diego Duglovitzky (Entre Ríos) |

| 8 de marzo | Entre Ríos | 22 - 6  | Misiones |                                         |                                         |
|            |            | Reporte |          | Árbitro(s): Matías Vial (Mar del Plata) | Árbitro(s): Matías Vial (Mar del Plata) |

| 15 de marzo | Nordeste | 32 - 15 | Entre Ríos | Regatas Resistencia, Resistencia         |                                          |
|             |          | Reporte |            | Árbitro(s): Fernando Martorell (Tucumán) | Árbitro(s): Fernando Martorell (Tucumán) |

| 15 de marzo | Misiones | 10 - 7  | Formosa |                                       |                                       |
|             |          | Reporte |         | Árbitro(s): Héctor Morales (Nordeste) | Árbitro(s): Héctor Morales (Nordeste) |

### Zona Sur 1
| Pos. | Equipos    | Partidos | Partidos | Partidos | Tantos | Tantos | Tantos | Pts. |
| Pos. | Equipos    | G        | E        | P        | PF     | PC     | DP     | Pts. |
| ---- | ---------- | -------- | -------- | -------- | ------ | ------ | ------ | ---- |
| 1.°  | San Juan   | 2        | 1        | 0        | 94     | 41     | +53    | 12   |
| 2.°  | Alto Valle | 1        | 2        | 0        | 127    | 46     | +81    | 9    |
| 3.°  | Sur        | 1        | 1        | 1        | 71     | 47     | +24    | 7    |
| 4.°  | Oeste      | 0        | 0        | 3        | 12     | 170    | -158   | 2    |

|  | Clasifica a fase final |

| 2 de marzo | San Juan | 19 - 19 | Alto Valle | Paraíso Rugby Club, San Juan |  |
|            |          | Reporte |            |                              |  |

| 2 de marzo | Sur | 34 - 0  | Oeste | CUBB, Bahía Blanca                        |                                           |
|            |     | Reporte |       | Árbitro(s): Ignacio Rellán (Buenos Aires) | Árbitro(s): Ignacio Rellán (Buenos Aires) |

| 8 de marzo | Oeste | 0 - 43  | San Juan | Club Los Miuras, Junín                      |                                             |
|            |       | Reporte |          | Árbitro(s): Federico Anselmi (Buenos Aires) | Árbitro(s): Federico Anselmi (Buenos Aires) |

| 9 de marzo | Sur | 15 - 15 | Alto Valle |                                               |                                               |
|            |     | Reporte |            | Árbitro(s): Gustavo Tomanovich (Buenos Aires) | Árbitro(s): Gustavo Tomanovich (Buenos Aires) |

| 15 de marzo | San Juan | 32 - 22 | Sur |                                       |                                       |
|             |          | Reporte |     | Árbitro(s): Claudio Antonio (Tucumán) | Árbitro(s): Claudio Antonio (Tucumán) |

| 16 de marzo | Alto Valle | 93 - 12 | Oeste |                                      |                                      |
|             |            | Reporte |       | Árbitro(s): Gustavo Pérez (San Juan) | Árbitro(s): Gustavo Pérez (San Juan) |

### Zona Sur 2
| Pos. | Equipos          | Partidos | Partidos | Partidos | Tantos | Tantos | Tantos | Pts. |
| Pos. | Equipos          | G        | E        | P        | PF     | PC     | DP     | Pts. |
| ---- | ---------------- | -------- | -------- | -------- | ------ | ------ | ------ | ---- |
| 1.°  | Austral          | 3        | 0        | 0        | 75     | 24     | +51    | 14   |
| 2.°  | Chubut           | 1        | 0        | 2        | 30     | 37     | -7     | 6    |
| 3.°  | Lagos del Sur    | 1        | 0        | 2        | 48     | 63     | -15    | 5    |
| 4.°  | Tierra del Fuego | 1        | 0        | 2        | 32     | 61     | -29    | 4    |

|  | Clasifica a fase final |

| 1 de marzo | Tierra del Fuego | 14 - 8  | Chubut |  |  |
|            |                  | Reporte |        |  |  |

| 1 de marzo | Lagos del Sur | 13 - 34 | Austral |  |  |
|            |               | Reporte |         |  |  |

| 8 de marzo | Chubut | 6 - 13  | Austral | Trelew Rugby Club, Trelew                       |                                                 |
|            |        | Reporte |         | Árbitro(s): Ignacio Iparraguirre (Buenos Aires) | Árbitro(s): Ignacio Iparraguirre (Buenos Aires) |

| 8 de marzo | Lagos del Sur | 25 - 13 | Tierra del Fuego | Club Los Pehuenes, Bariloche        |                                     |
|            |               | Reporte |                  | Árbitro(s): Gustavo Ianchina (Cuyo) | Árbitro(s): Gustavo Ianchina (Cuyo) |

| 15 de marzo | Chubut | 16 - 10 | Lagos del Sur |                                       |                                       |
|             |        | Reporte |               | Árbitro(s): Ramiro Cisneros (Austral) | Árbitro(s): Ramiro Cisneros (Austral) |

| 15 de marzo | Austral | 28 - 5  | Tierra del Fuego | San Jorge Rugby Club, Caleta Olivia        |                                            |
|             |         | Reporte |                  | Árbitro(s): Hernán Filomena (Buenos Aires) | Árbitro(s): Hernán Filomena (Buenos Aires) |

### Fase final
Las finales de la Zona Norte y Zona Sur fueron originalmente programadas para el 29 de marzo, pero debieron postergarse al día siguiente debido a inconvenientes causados por el paro agropecuario que afectó a la Argentina.
|  | Finales Norte y Sur | Finales Norte y Sur | Finales Norte y Sur |          |          | Final           | Final           | Final           | Final           |  |
|  | 30 de marzo         | 30 de marzo         | 30 de marzo         |          |          | 5 y 12 de abril | 5 y 12 de abril | 5 y 12 de abril | 5 y 12 de abril |  |
|  |                     |                     |                     |          |          |                 |                 |                 |                 |  |
|  |                     |                     |                     |          |          |                 |                 |                 |                 |  |
|  | Nordeste            | Nordeste            | 29                  |          |          |                 |                 |                 |                 |  |
|  | Nordeste            | Nordeste            | 29                  |          |          |                 |                 |                 |                 |  |
|  | Santiago del Estero | Santiago del Estero | 14                  |          |          |                 |                 |                 |                 |  |
|  | Santiago del Estero | Santiago del Estero | 14                  |          | Nordeste | Nordeste        | 7               | 3               |                 |  |
|  |                     |                     |                     |          | Nordeste | Nordeste        | 7               | 3               |                 |  |
|  |                     |                     | San Juan            | San Juan | 11       | 20              |                 |                 |                 |  |
|  | Austral             | Austral             | San Juan            | San Juan | 11       | 20              | 12              |                 |                 |  |
|  | Austral             | Austral             |                     |          |          |                 | 12              |                 |                 |  |
|  | San Juan            | San Juan            | 26                  |          |          |                 |                 |                 |                 |  |
|  | San Juan            | San Juan            | 26                  |          |          |                 |                 |                 |                 |  |
|  |                     |                     |                     |          |          |                 |                 |                 |                 |  |

Final Zona Norte
| 30 de marzo                                                                                       | Nordeste | 29 - 14 | Santiago del Estero | Taragüy Rugby Club, Corrientes                                       |                                                                      |
|                                                                                                   |          | Reporte |                     | Asistencia: 600 espectadores Árbitro(s): Martín Rodríguez (Santa Fe) | Asistencia: 600 espectadores Árbitro(s): Martín Rodríguez (Santa Fe) |
| El árbitro Mauro Rivera (Rosario) fue reemplazado por Martín Rodríguez debido al cambio de fecha. |          |         |                     |                                                                      |                                                                      |

Final Zona Sur
| 30 de marzo | Austral | 12 - 26 | San Juan | Calafate Rugby Club, Comodoro Rivadavia |                                      |
|             |         | Reporte |          | Árbitro(s): Carlos Romero (Nordeste)    | Árbitro(s): Carlos Romero (Nordeste) |

Final
| 5 de abril | Nordeste | 7 - 11  | San Juan | Aranduroga RC, Corrientes                                               |                                                                         |
|            |          | Reporte |          | Asistencia: 1500 espectadores Árbitro(s): Victor Rabufetti (Entre Ríos) | Asistencia: 1500 espectadores Árbitro(s): Victor Rabufetti (Entre Ríos) |

| 12 de abril | San Juan | 20 - 3  | Nordeste | Sporting Club Alfiles, Rivadavia                                 |                                                                  |
|             |          | Reporte |          | Asistencia: 1000 espectadores Árbitro(s): Omar Alcocer (Tucumán) | Asistencia: 1000 espectadores Árbitro(s): Omar Alcocer (Tucumán) |

| Bandera de la Provincia de San Juan |
| San Juan Campeón Zona Ascenso       |